# Миоры
Мио́ры (бел. Мё́ры) — город в Витебской области Беларуси. Административный центр Миорского района.
Население — 7 756 человек (на 1 января 2025 года).

## География
Расположен в 190 км к северо-западу от Витебска на берегу озера Миорское. Железнодорожная станция на линии Воропаево — Друя.
Транспортным сообщением связан с Дисной, Браславом, Верхнедвинском, Шарковщиной, Полоцком, Друей.

## Геральдика
Герб  учрежден Указом Президента Республики Беларусь от 20 января 2006 года № 36 и зарегистрирован в Государственном геральдическом регистре Республики Беларусь 6 февраля 2006 года № Б-69. Проект одобрен решениями Миорского районного Совета депутатов 30 сентября 2002 года № 102 и Миорским районным  исполнительным комитетом 11 декабря 2002 года № 852.
Флаг учрежден Указом Президента Республики Беларусь от 2 июня 2009 года № 277 и зарегистрирован в Государственном геральдическом регистре Республики Беларусь 4 июня 2009 года Б-167. Одобрен решением Миорского районного исполнительного комитета от 4 июня 2008 года № 568.

## История
Миоры впервые упоминаются в 1514 году как поместье Мерея в Браславском уезде Великого княжества Литовского. В документах княжества 1567 года значится как поместье Мёры (название существовало до XIX в.), которое принадлежало роду Мирских. Название поместья связано с названиями озера Мёрского и реки Мёрицы, возникшими от финно-угорской основы мер — «моховое болото». Или же «озеро на низком месте». В 1621 году владелица поместья Н. Мирская основала здесь православную церковь. С 1644 года в Миорах был православный монастырь, который в 1690 году М. Мирский передал греко-католикам. Симеон Полоцкий своим завещанием (1680) пожертвовал монастырю часть денег. В 1691 году построен римско-католический храм (существовал до 1862). В XVIII веке существовали 5 поместий с названием Мёры, принадлежавшие Мирским, Пересвет-Солтанам, Беликовичам, Клотам, Зеновичам, Путятам.
После Второго раздела Речи Посполитой (1793 г.) Миоры в составе Российской империи. Местечко, центр волости Дисненского уезда Минской, а с 1842 года — Виленской губерний. С 1866 года работала народная школа. В 1886 году в Миорах 110 жителей, волостное управление, 3 корчмы, проходили 2 ярмарки в год. В 1903 году в Миорах 145 жителей, еврейское училище, церковно-приходская школа. В 1907 году построен Успенский костёл.
В 1922—1939 годах в составе Польши, местечко, центр гмины Дисненского повята. В 1927 году насчитывалось 422 жителя, 2 мельницы, аптека, 5 лавок, до 1931 года работала спичечная фабрика.
С 1939 года — в составе Белорусской ССР, центр района Вилейской области. В 1939 году в Миорах из примерно 800 жителей почти 600 составляли евреи.
С 5 июля 1941 года по 4 июля 1944 года Миоры находились под германской оккупацией. В это время почти все евреи Миор были согнаны в гетто и убиты. Освобождены в ходе Полоцкой операции.
С 1944 года в Полоцкой, с 1954 в Молодечненской, с 1960 в Витебской области. В 1957 Миорам присвоен статус городского посёлка, а в 1972 — города.
20 октября 1995 года административные единицы Миорский район и город Миоры, имеющие общий административный центр, объединены в одну административную единицу — Миорский район.
Указом Президента Республики Беларусь № 277 от 2 июня 2009 года утвержден флаг города Миоры.

## Население
Численность населения — 7 756 человек (на 1 января 2025 года).
| Численность населения:                                                                          |
| Графики недоступны из-за технических проблем. См. информацию на Фабрикаторе и на mediawiki.org. |

| Год         | 1959 | 1970  | 1979  | 1989  | 2006  | 2016  | 2018  | 2023   | 2024 | 2025   |
| ----------- | ---- | ----- | ----- | ----- | ----- | ----- | ----- | ------ | ---- | ------ |
| Численность | 3981 | ▲5715 | ▲7122 | ▲8590 | ▼8559 | ▼8052 | ▼7935 | ▼7 815 |      | ▼7 756 |

В 2017 году в Миорах родился 81 и умерло 117 человек. Коэффициент рождаемости — 10,2 на 1000 человек (средний показатель по району — 10,9, по Витебской области — 9,6, по Республике Беларусь — 10,8), коэффициент смертности — 14,7 на 1000 человек (средний показатель по району — 21,8, по Витебской области — 14,4, по Республике Беларусь — 12,6).

## Экономика
В городе действуют следующие предприятия:
- Миорский металлопрокатный завод
- ОАО «Миорский льнозавод»
- Филиал «Миорский комбикормовый завод» Открытого акционерного общества «Полоцкий комбинат хлебопродуктов»
- Производственное унитарное предприятие «Миорский мясокомбинат»
- Миорское производство филиала Полоцкий хлебозавод ОАО «Витебскхлебпром»

## Транспорт
Через город проходят республиканские дороги Р14 (Полоцк — Браслав) и Р18 (граница Российской Федерации — Шарковщина — Козяны). Железнодорожным сообщением связан с Минском и Витебском (прицепные вагоны Минск-Друя и Витебск-Друя), поезд курсирует 2 раза в неделю. Пригородное железнодорожное сообщение не осуществляется.

## Образование
В Миорах функционируют 2 средние школы, центр детей и молодёжи, детско-юношеская спортивная школа, детская школа искусств, центр коррекционно-развивающего обучения и реабилитации, социально-педагогический центр, районный Дом культуры, центральная и детская библиотеки.

## Культура и досуг
- Миорский историко-этнографический музей[26]
- Музейное объединение ГУО «Миорская средняя школа № 3 имени Героя Советского Союза Е. А. Томко»
  - Исторический музей
  - Музей книги и печати
  - Этнографический музей «Сялянская хата»
  - Музей образования Миорского района
  - Экологический зал «ЭКОМИР»
- Экологический визит-центр заказника «Ельня»

## События и мероприятия

### События
- В 2022 году Миоры отметили 50-летие придания городскому посёлку статуса города.

### Мероприятия
- Региональный экологический праздник «Жураўлі і журавіны Міёрскага краю»

## Достопримечательность
- Римско-католическая церковь Вознесения Девы Марии (1907)
- Рядовая городская застройка (XIX — 1-я половина XX вв.)
- Православная церковь Положения Ризы Пресвятой Богородицы во Влахерне (1991)
- Римско-католическая часовня на кладбище (1990)
- Братская могила, пл. Павших Бойцов —  Историко-культурная ценность Республики Беларусь, шифр 213Д000552

### Памятник, скульптура
- Памятник В. И. Ленину
- Памятный знак в честь воинов-освободителей от немецко-фашистских захватчиков Миор (1964)
- Мемориальный знак в честь Героя Советского Союза Е. А. Томко (2012), ул. Е. Томко
- Памятный знак в честь воинов-освободителей города от немецко-фашистских захватчиков (2022)
- Памятник у стены костёла. Скульптор — Александр Дранец.

### Жанровая скульптура, арт-объекты
- Скульптура «Журавлиная верность»

## Галерея
- Католическая церковь Вознесения Девы Марии, главный фасад
- Улица Дзержинского
- Вид на озеро с городской набережной
- Церковь Положения Ризы Пресвятой Богородицы во Влахерне
- Скульптура «Журавлиная верность»
- Памятник у стены Римско-католическая церковь Вознесения Девы Марии

## Спорт
- Футбольный клуб Миоры